# Xanthoparmelia uruguayensis
Xanthoparmelia uruguayensis är en lavart som beskrevs av T. H. Nash & Elix. Xanthoparmelia uruguayensis ingår i släktet Xanthoparmelia och familjen Parmeliaceae.   Inga underarter finns listade i Catalogue of Life.